# Дружба (Полтавская область)
Дружба (укр. Дружба) — село,
Шевченковский сельский совет,
Решетиловский район,
Полтавская область,
Украина. Находится в 13 км от Решетиловки. Благодаря хорошей развязке имеет регулярное транспортное сообщение с Кременчугом и Полтавой.
Код КОАТУУ — 5324285603. Население по переписи 2001 года составляло 386 человек.
Село Дружба образована слиянием хуторов Кошкалда (Кошкалды), Зборцы, Ковали и Ярмолы (Ермолы) до 1941 года
На старых картах имеются: Ковали и Ермолы.

## Географическое положение
Село Дружба находится на левом берегу реки Говтва, выше по течению на расстоянии в 0,5 км расположено село Шевченково, ниже по течению на расстоянии в 2 км расположено село Буняковка (Козельщинский район).
Рядом проходит автомобильная дорога Р-52.

## Экономика
- Молочно-товарная ферма.